# 600-й східний батальйон
600-й східний батальйон (нім. Ost-Bataillon 600, рос. 600-й восточный батальон) — військовий підрозділ Вермахту періоду Другої світової війни, що переважно складався з козаків.

## Історія
З решток розбитих і відступаючих козачих підрозділів в Білорусі, полонених червоноармійців було сформовано у червні 1943 року 600-й східний батальйон, що складався з чотирьох рот. Батальйон перебував у підпорядкуванні штабу група армій «Центр». У середині листопаду 1943 батальйон перевели на північ Франції, де підпорядкували командуванню 7-ї армії. У січні 1944 батальйон розміщувався у нідерландській провінції Зеландія, звідки його перевели до Антверпену. На початку вересня у складі 15-ї армії групи армій В брав участь в боях за Антверпен, де зазнав значних втрат. Залишки батальйону відступили до Третього Рейху, де у грудні поповнили особовим складом і реформували у 600-й російський батальйон (нім. Russisches Bataillon 600). У січні 1945 батальйон перевели на полігон Гойберг, де формували 2-гу дивізію піхоти РОА.